# عمدی فی
عمدی فی (انگلیسی: Amdy Faye؛ زادهٔ ۱۲ مارس ۱۹۷۷) یک بازیکن فوتبال اهل سنگال است.
وی همچنین در تیم ملی فوتبال سنگال بازی کرده‌است.